# U.S. Route 78
Pour les articles homonymes, voir Route 78.
La U.S. Route 78 (US 78) est une US Route ouest–est parcourant 715 miles (1 151 km) depuis Memphis, Tennessee jusqu'à Charleston, Caroline du Sud. Entre Byhalia, Mississippi et Birmingham, Alabama, la US 78 forme un multiplex avec l'I-22. Le terminus ouest de la route est à l'intersection avec la US 64 / US 70 / US 79 à Memphis et le terminus est est à l'intersection avec Line Street à Charleston.

## Description du tracé
|       | mi    | km      |
| ----- | ----- | ------- |
| TN    | 14,7  | 23,7    |
| MS    | 118,0 | 189,9   |
| AL    | 194,0 | 312,2   |
| GA    | 233,3 | 375,5   |
| SC    | 142,2 | 228,8   |
| Total | 702,9 | 1 131,2 |

### Tennessee
La US 78 emprunte Linden Avenue, Somerville Street, E. H. Crump Boulevard et Lamar Avenue dans la ville de Memphis. Elle quitte la ville en se dirigeant vers le sud-est et atteint rapidement la frontière avec le Mississippi.

### Mississippi
La US 78 est une autoroute sur l'entièreté de son trajet au Mississippi. Elle entre dans l'état à Olive Branch et se dirige vers le sud-est. À Byhalia, à la jonction avec l'I-269 et l'I-22, la US 78 rejoint l'I-22 (qui en est à son terminus ouest) et forme un multiplex avec celle-ci jusqu'à la frontière avec l'Alabama. La route passe par le coin nord-est de l'état qui est très rural. Elle croise peu de centres de population, à l'exception de New Albany et de Tupelo.

### Alabama
La US 78 est une route ouest–est importante dans le centre de l'Alabama. Entre la frontière avec le Mississippi et les environs de Graysville, la US 78 forme un multiplex avec l'I-22. Elle reprend son tracé original entre Graysville et Birmingham, au sud. Jusqu'à Birmingham, elle traverse peu de villes majeures. Elle traverse Birmingham d'ouest en est et longe l'I-20 à l'est de la ville. Elle demeure parallèle à l'autoroute jusqu'à la frontière avec la Géorgie. La US 78 passe par Leeds, Riverside et Oxford avant de quitter l'état à l'est de Fruithurst.

### Géorgie
La US 78 entre en Géorgie à l'ouest de Tallapoosa. Elle longe toujours l'I-20 et passe par Temple et Douglasville avant d'entrer dans la région métropolitaine d'Atlanta, à Lithia Springs. Elle passe par Mableton et entre dans la ville d'Atlanta près de la jonction avec l'I-285. Elle emprunte Donald Lee Hollowell Parkway au nord du centre-ville, jusqu'à North Avenue. Elle se dirige ensuite vers l'est sur Ponce de Leon Avenue jusqu'à l'intersection avec Scott Boulevard, qu'elle emprunte vers le nord-est. Elle devient ensuite Stone Mountain Freeway alors qu'elle quitte la ville d'Atlanta. Elle continue vers le nord-est et l'est pour passer par Stone Mountain, Snellville, Loganville et Monroe. À Monroe, elle bifurque vers le nord-est. Elle atteint Athens, qu'elle contourne, pour reprendre la direction du sud-est. Elle se rend à Thomson où elle bifurque vers l'est jusqu'à Augusta. Elle traverse la ville et atteint le fleuve Savannah, marquant la frontière avec la Caroline du Sud.

### Caroline du Sud
La US 78 entre en Caroline du Sud à North Augusta après avoir traversé le fleuve Savannah. Elle atteint Aiken, à l'est, avant de prendre la direction du sud-est. Elle passe par Williston, Blackville, Denmark, Bamberg, Branchville et Saint George avant d'atteindre l'I-26 et de la longer. Elle est parallèle à l'autoroute jusqu'au centre-ville de Charleston, où la route se termine.

## Intersections majeures
Tennessee
 US 64 / US 70 / US 79 à Memphis
 I-69 / I-240 à Memphis
 US 51 à Memphis
 I-240 à Memphis
Mississippi
 I-22 / I-269 à l'ouest de Byhalia. Les routes forment un multiplex jusqu'à Birmingham, Alabama.
 US 45 à Tupelo
Alabama
 US 43 / US 278 à Hamilton
 I-20 / I-59 à Birmingham
 US 11 à Birmingham. Les routes forment un multiplex dans la ville.
 US 31 / US 280 à Birmingham
 I-20 à Leeds
 US 411 à Leeds
 I-20 au nord-ouest de Chulavista. Les routes forment un multiplex jusqu'à Pell City.
 US 231 à Pell City
 I-20 à Riverside
 US 431 à Oxford
Géorgie
 US 27 à Bremen
 US 278 à Lithia Springs. Les routes forment un multiplex jusqu'à Druid Hills.
 I-285 à Atlanta
 US 19 / US 41 à Atlanta. Les routes forment un multiplex dans la ville.
 US 29 à Atlanta. Les routes forment un multiplex jusqu'aux limites entre Scottdale et North Decatur.
 I-75 / I-85 à Atlanta
 US 23 à Atlanta. The highways travel concurrently to Decatur.
 I-285 aux limites entre Scottdale et Clarkston
 US 29 au sud-est de Bogart. Les routes forment un multiplex jusqu'à Athens.
 US 129 / US 441 à Athens. Les routes forment un multiplex dans la ville.
 US 378 à Washington
 I-20 au nord de Thomson
 US 278 au sud-est de Thomson. Les routes forment un multiplex jusqu'à Clearwater, Caroline du Sud.
 US 221 à Harlem
 I-520 à Augusta
 US 1 à Augusta. Les routes forment un multiplex jusqu'à Aiken, Caroline du Sud.
 US 25 à Augusta. Les routes forment un multiplex jusqu'à North Augusta, Caroline du Sud.
Caroline du Sud
 I-520 à North Augusta
 US 321 à Denmark
 US 301 / US 601 à Bamberg
 US 21 à Branchville. Les routes forment un multiplex dans la ville.
 I-95 à Saint George
 US 15 à Saint George
 US 178 à l'est de Dorchester
 I-26 à North Charleston
 US 52 à North Charleston. Les routes forment un multiplex dans la ville.
 I-26 à North Charleston
 I-526 à North Charleston
King Street / Line Street à Charleston

## Routes auxiliaires
- US 178, route nord-ouest / sud-est reliant Rosman, Caroline du Nord et Ridgeville, Caroline du Sud.
- US 278, route ouest-est de 1 074 mi (1 728 km) reliant Wickes, Arkansas à Hardeeville, Caroline du Sud en passant par le Mississippi, l'Alabama et la Géorgie.
- US 378, route ouest-est reliant Washington, Géorgie à Conway, Caroline du Sud.